# Historia Kędzierzyna-Koźla
Historia Kędzierzyna-Koźla – dzieje miasta, które są złożonym tematem, gdyż obejmują historię zespołu miejskiego Kędzierzyna-Koźla, który powstał w 1975 z połączenia czterech osobnych organizmów administracyjnych: Kędzierzyna, Koźla, Sławięcic i Kłodnicy.

## Średniowiecze

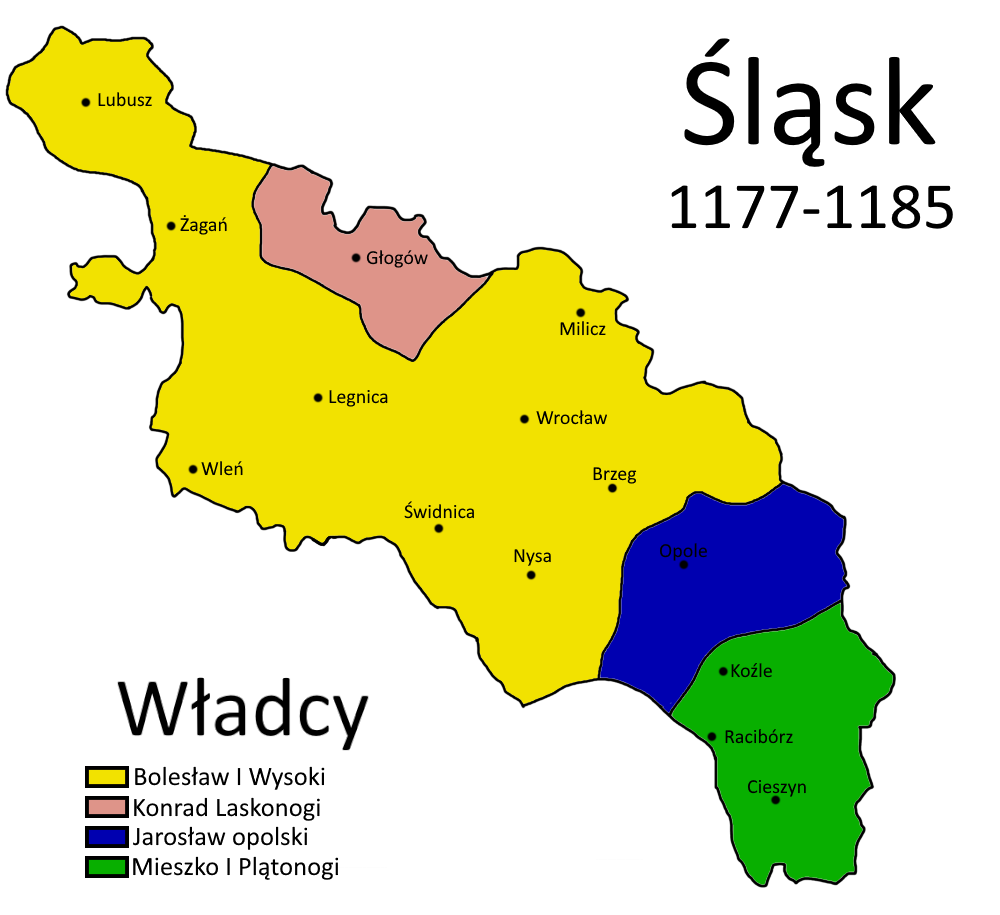
Podzielone na spadkobierców Wygnańca Księstwo Śląskie

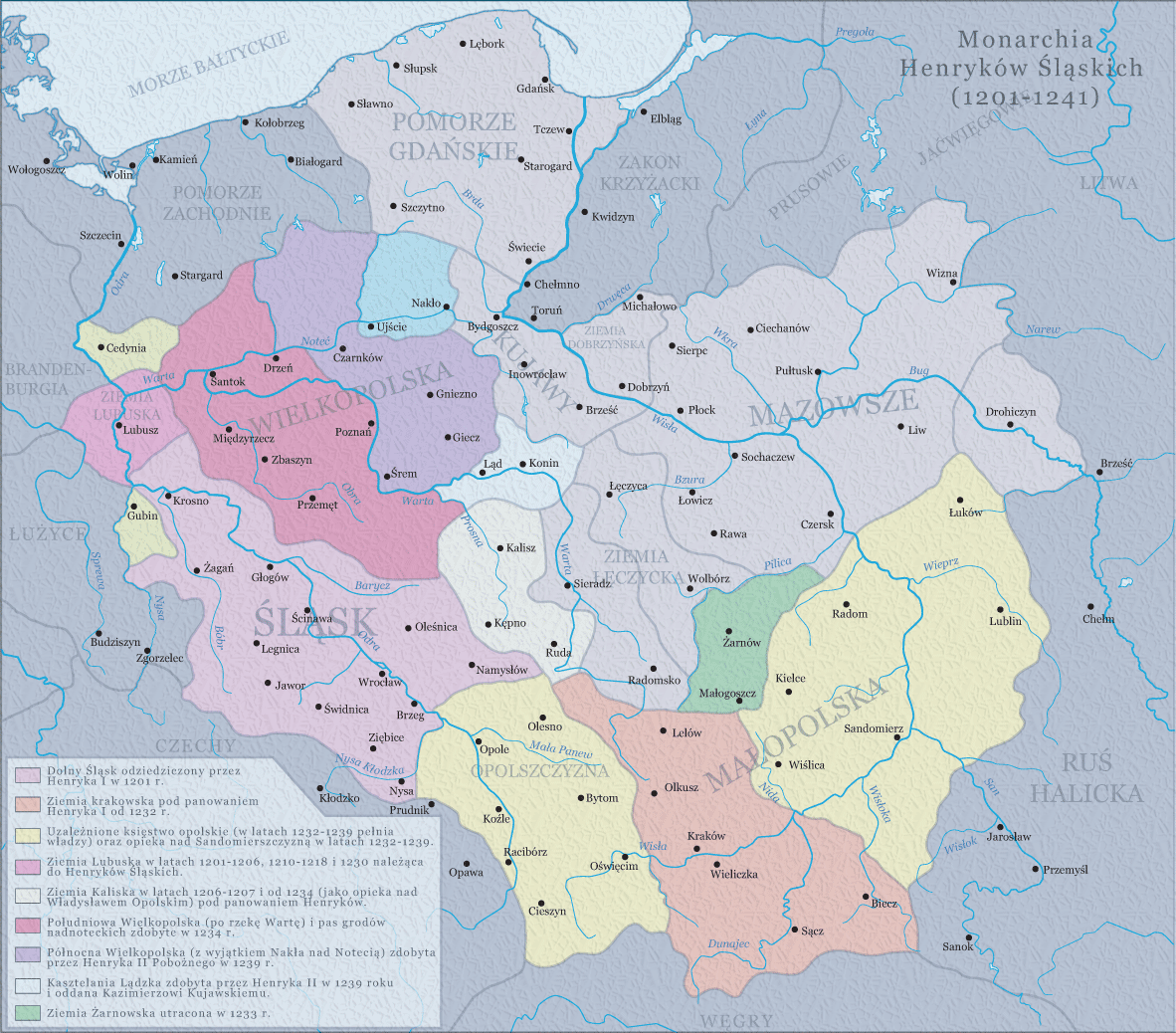
Monarchia Henryków Śląskich (1201-1241)

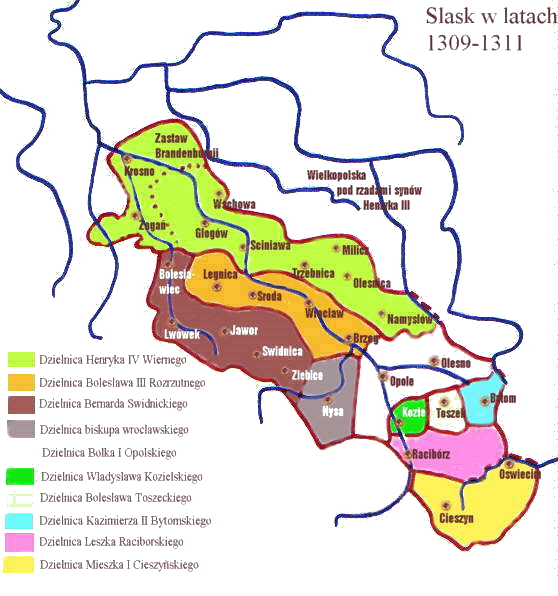
Księstwo bytomskie pod panowaniem Kazimierza w latach 1303-1312 (niebieski kolor)

Tereny górnej Odry zostały zasiedlone około VIII-IX wieku przez plemiona Opolan (Opolini) i Golęszyc (Golensizi).
Nazwa Koźle pojawiła się po raz pierwszy w Kronice Galla Anonima (spisana w latach 1112-1116). Koźle było wówczas ufortyfikowanym obronnym grodem. Gród był położony w ważnym strategicznie miejscu, na skrzyżowaniu szlaków handlowych z Opawy do Opola i Wrocławia oraz z Pragi do Bytomia i Krakowa.

### Rywalizacja Polski i Czech
Okres wczesnego średniowiecza był czasem rywalizacji Polski i Czech o dzielnicę śląską. W 1106 doszło do spalenia Koźla, co Bolesław III Krzywousty uznał za część wojny z Czechami i pośpiesznie odbudował zniszczony gród. W 1108 doszło do bitwy z wojskami morawskimi w pobliżu Koźla, po której zajęto pobliski gród Racibórz. W 1133 gród Koźle został przejściowo zdobyty i spalony przez Czechów.

### Rozbicie dzielnicowe Polski
W 1138 po śmierci Bolesława Krzywoustego nastąpiło rozbicie dzielnicowe Polski. Na mocy testamentu Krzywoustego Śląsk otrzymał książę Władysław II Wygnaniec.
W 1155 odbudowane Koźle było siedzibą kasztelanii. W 1245 istniała już osada Sławięcice (pisownia ówczesna: Slawentzitz – do 1936), która przed 1260 otrzymała prawa miejskie na prawie niemieckim. Jednak już w 1260 Sławięcice utraciły prawa na rzecz pobliskiego miasta Ujazd.
W 1202 księstwo opolsko-raciborskie z Koźlem było pod władaniem księcia Mieszka Plątonogiego (→ Książęta opolsko-raciborscy).
Około 1281 nastąpił podział księstwa opolskiego i Koźle weszło w skład księstwa bytomsko-kozielskiego (książę Kazimierz bytomski). W tym samym roku Koźle otrzymało prawa miejskie na prawie niemieckim. W latach 1281–1355 Koźle znajdowało się w granicach księstwa kozielsko-bytomskiego (Piastowie śląscy).
Wieś Cisowa istniała już w 1283. W 1283 wydano zezwolenie na lokowanie wsi Kędzierzyn na prawie niemieckim.

### Lenno Czech
10 stycznia 1289 książę Kazimierz bytomski jako pierwszy z książąt śląskich złożył w Pradze hołd lenny królowi czeskiemu Wacławowi II.
W 1303 książę Kazimierz bytomski zdecydował się wydzielić swoim dorastającym synom własne dzielnice, co dodatkowo przyczyniło się do zmniejszenia znaczenia i tak już niewielkiego państewka – młodszy Władysław otrzymał wówczas Koźle.
W zapiskach z 1303 znajduje się informacja o istnieniu wsi Kłodnica.
19 lutego 1327 książę Władysław bytomski złożył w Opawie hołd lenny królowi czeskiemu Janowi Luksemburskiemu. W celu znalezienia środków na zrównoważenie budżetu książę bytomski rozpoczął wyprzedaż swojego dziedzictwa. Najpierw w 1334 zastawił za cztery tysiące grzywien srebra księciu raciborskiemu Leszkowi księstwo kozielskie, z tym jednak zastrzeżeniem, że w przypadku jego bezpotomnej śmierci Koźle na powrót ma wrócić w granice księstwa bytomskiego. W 1336 Koźle powróciło do księstwa bytomskiego – książę Władysław bytomski wydzielił wówczas tę dzielnicę najstarszemu synowi Kazimierzowi, a po jego śmierci w 1342 kolejnym księciem kozielskim został jego młodszy brat Bolesław bytomski.
W 1355 po śmierci księcia Bolesława bytomskiego księstwo bytomsko-kozielskie zostało podzielone pomiędzy najbliższych krewnych książąt i cieszyńskich. W okresie tych ciężkich sporów mieszczanie Koźla złożyli hołd lenny księżnej Beatrycze, córce zmarłego księcia Władysława Bytomskiego.
Ostatecznie Koźle z terenami okolicznymi przypadło książętom z linii Piastów oleśnickich – książę Konrad I oleśnicki.
Przed 1373 w Koźlu osiedlili się pierwsi Żydzi (zajmowali się działalnością kredytową). Najwcześniejsze zapiski o wsi Rogi pochodzą z 1339.
Przed 1431 wybudowano mury obronne miasta Koźla, z co najmniej czterema bramami. W mieście istniał kościół parafialny, kościół Bernardynów i ratusz. W 1431 wybudowano poza murami miejskimi klasztor Franciszkanów z kościołem.
Na przełomie XV-XVI wieku Koźle było ważnym ośrodkiem rzemiosła i handlu.

## Nowożytność
Na początku XV wieku starosta Górnego Śląska Jan Bielik zaczął skupywać rozdrobnione ziemie śląska opolskiego. W 1477 wykupił on od książąt oleśnickich księstwo kozielskie. Jan Bielik wpadł jednak w niełaskę króla Czech i Węgier Władysława Jagiellończyka (syn króla polskiego Kazimierza IV Jagiellończyka), który w 1490 sprzedał Koźle Pucie von Riesenberg ze Švihova.
W 1509 jego syn, Wilhelm von Riesenberg sprzedał księstwo kozielskie księciu opolskiemu Janowi Dobremu. Jan II nigdy się nie ożenił i nie miał następców. Powodem według wiarygodnych źródeł była impotencja.

### Zwierzchnictwo Habsburgów
W 1526 zmarł król Czech i Węgier Ludwik II Jagiellończyk, ostatni władca tych krajów z dynastii Jagiellonów. Jego następcą na tronie Czech i Węgier został arcyksiążę Ferdynand I Habsburg. Tym samym Koźle przeszło pod zwierzchnictwem Habsburgów.
Ostatni opolski Piast Jan II Dobry umarł bezpotomnie 27 marca 1532 w Raciborzu, a został pochowany w kościele św. Krzyża w Opolu. Po jego śmierci księstwo opolsko-raciborskie dostało się w całości w ręce margrabiego Jerzego Hohenzollerna (wyraził na to zgodę Ferdynand I Habsburg).
W pierwszej połowie XVI wieku Koźle posiadało 18 okolicznych wsi i 2 folwarki. Miasto Koźle posiadało około 170 domów i 1000 mieszkańców. Przeważała ludność polska.
W 1558 cesarz Ferdynand I Habsburg oddał w zastaw (za pieniądze) ziemie kozielsko-głogóweckie radcy cesarskiemu Ottonowi von Zedlitzowi z Prochowic. Równocześnie Sławięcice zostały oddane w zastaw Johannowi von Oppersdorff.
W 1559 cesarz Ferdynand I Habsburg wydał edykt nakazujący Żydom opuszczenie terenów dziedzicznych Habsburgów. W 1563 zakazano tolerowania Żydów w mieście Koźle i na jego przedmieściach.
W 1563 Johann von Oppersdorff zakupił Koźle. W ten sposób Koźle przestało być miastem książęcym, a zaczęło być prywatnym.
Na początku XVII wieku Koźle liczyło 235 domów i 1800 mieszkańców. W mieście znajdował się murowany dwupiętrowy ratusz. W latach 1562–1572 odbudowano zamek kozielski, którego mury obronne (w tym wieża i baszta obronna) były otoczone dwiema fosami.
W 1617 miasto Koźle z terenami przyległymi zostało sprzedane Andrzejowi Kochcickiemu.

### Wojna trzydziestoletnia (1618-1648)
23 maja 1618 w Pradze protestanccy parlamentarzyści czescy wyrzucili przez okno katolickich przedstawicieli cesarskich (defenestracja praska). Stało się to bezpośrednią przyczyną wojny domowej pomiędzy Czechami a Cesarstwem, a ściślej pomiędzy Unią Protestancką a Ligą Katolicką (wojna trzydziestoletnia). Po bitwie na Białej Górze 1620 protestanci musieli uciekać z kraju, a ich dobra uległy konfiskacie. Podobny los spotkał Andrzeja Kochcickiego (aresztowany w 1633 i stracony w Wiedniu).
Pożary zniszczyły Koźle w latach 1620, 1626 i 1633. W 1642 Koźle zdobyli i spalili Szwedzi. Podczas wojny trzydziestoletniej większość mieszkańców uciekła do Rzeczypospolitej.
W 1637 król Polski Władysław IV Waza zwrócił się do cesarza Ferdynand III Habsburg z żądaniem spłaty zaległych posagów żon zmarłego Zygmunta Wazy. Ostatecznie w 1645 zawarto porozumienie i na 50 lat do Polski przyłączono księstwo opolsko-raciborskie z dobrami kozielskimi. W 1666 po spłacie zaległego długu księstwo powróciło do Habsburgów.

### Austriacka Twierdza Koźle

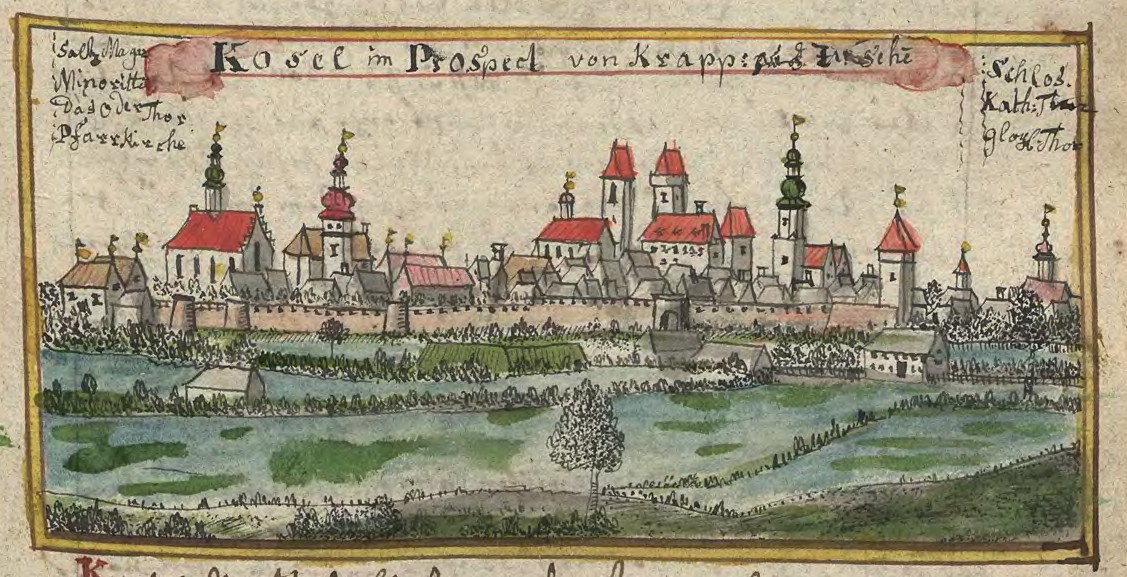
Widok miasta w I poł. XVIII w. – rysunek Wernhera

W 1739 kolejny pożar zniszczył większość zabudowy Koźla. Odbudowę miasta ograniczały wybudowane przez Austriaków umocnienia. Utworzono Twierdzę Koźle, która była austriacką twierdzą drugiej klasy. Wokół całego miasta wybudowano umocnienia ziemne (wał ziemny, mur i rów) w kształcie gwiazdy ośmioramiennej. Prace budowlane nie zostały ukończone.
W 1735 ziemie kozielskie przekazano hrabiemu Ferdinandowi von Plettenbergowi. W XVIII wieku Koźle podlegało inspekcji podatkowej w Prudniku.

### Wojna o sukcesję austriacką (1740-1748)
W 1741 podczas wojny o sukcesję austriacką Koźle zostało zajęte przez wojska pruskie. W 1743 postanowiono wybudować w Koźlu nową twierdzę. Wyburzono austriackie fortyfikacje i rozpoczęto budowę nowych na kształcie gwiazdy pięcioramiennej.

### II wojna śląska (1744-1745)
Podczas II wojny śląskiej w 1745 Koźle zostało przejściowo zdobyte przez Austriaków. Miasto zostało odbite po miesięcznym oblężeniu. Bombardowanie zniszczyło większość domów.
W 1746 w Koźlu znajdowała się wartownia pocztowa, podlegająca pod urząd pocztowy w Prudniku. Między Prudnikiem i Koźlem działała poczta wozowa.
Król Prus Fryderyk II Wielki rozumiał strategiczne położenie Koźla i w latach 1746-1754 osobiście doglądał budowy fortyfikacji Twierdzy Koźle.

### Wojna siedmioletnia (1756-1763)
Podczas wojny siedmioletniej w 1758 wojska austriackie blokowały przez pięć miesięcy Twierdzę Koźle, jednak jej nie zdobyły.
W 1782 dobra Sławięcic przeszły w posiadanie księcia Fryderyka Hohenlohe. Wybudował on w Sławięcicach zamek z parkiem w stylu angielskim.
W 1783 Kłodnica liczyła 383 mieszkańców, Rogi liczyły 222 mieszkańców, Kędzierzyn liczył 166 mieszkańców, a Lenartowice liczyły zaledwie 99 mieszkańców.
W 1787 w Koźlu było prawie 200 domów. W mieście mieszkało 1710 cywilów (w tym 30 Żydów i 1300 wojskowych.
W latach 1792–1821 wybudowano Kanał Kłodnicki, który pobudził rozwój gospodarczy okolic Koźla.

### Wojny napoleońskie (1807)
Podczas wojen napoleońskich w 1807 wojska francuskie, bawarskie i wirtemberskie prowadziły nieudane oblężenie Twierdzy Koźle.
Jednak przegrana wojna z Napoleonem doprowadziła do wielkich przemian w Prusach.

## Historia najnowsza
W 1814 Kłodnica jako pierwsza uwolniła się od pańszczyzny. W 1817 nastąpiło to w Sławięcicach, a w 1819 w Blachowni.

### Rozwój gospodarczy
W 1845 uruchomiono linię kolejową Opole – Gliwice (stacja kolejowa w Kędzierzynie nazywała się wówczas Koźle-Kędzierzyn). Przyśpieszyło to rozwój gospodarczy całego regionu.
W 1846 w Koźlu było 234 domów i 2515 mieszkańców. Na obrzeżach miasta istniało 8 hut i walcowni żelaza, tartak parowy, 60 młynów wodnych, 33 wiatraki itd. Ważnym ośrodkiem przemysłowym były wówczas Sławięcice i Blachownia.
Po Kanale Kłodnickim kursowało rocznie ponad 1000 statków, przewożąc głównie towary Gliwic do manufaktury w Sławięcicach oraz do składnicy towarów żelaznych utworzonej u ujścia Kanału do Odry. W 1861 wybudowano bocznicę kolejową do przystani przy Kanale Kłodnickim.
Pod względem wyznaniowym w 1861 w Koźlu mieszkało: 2195 katolików, 475 ewangelików i 181 osób wyznania mojżeszowego.
| Liczba ludności w miejscowości                      | 1845 | 1855 | 1861 |
| --------------------------------------------------- | ---- | ---- | ---- |
| Koźle (niem. Cosel)                                 | 2515 | 2651 | 2851 |
| Sławięcice (niem. Slawentitz)                       | 1281 | 1503 | 1791 |
| Kłodnica (niem. Klodnitz)                           | 1217 | 1377 | 1505 |
| Miedary/Blachownia (niem. Medar/Blechhammer)        | 707  | 842  | 1059 |
| Kędzierzyn/Pogorzelec (niem. Kandrzin/Pogorzelletz) | 365  | 621  | 810  |
| Rogi (niem. Rogau)                                  | 608  | 657  | 752  |
| Cisowa (niem. Czissowa)                             | 515  | 582  | 638  |
| Lenartowice (niem. Lenartowitz)                     | 218  | 282  | 367  |
| Kol. Sławięcice (niem. Col. Slawentitz)             | 245  | 278  | 336  |
| Miejsce (niem. Mesce)                               | 208  | 255  | 307  |
| Kuźniczka (niem. Kuschnitzka)                       | 167  | 188  | 217  |

W 1873 nastąpiła likwidacja twierdzy kozielskiej, co umożliwiło rozwój gospodarczy Koźla. Jednak Koźle nie było już w stanie dogonić sąsiedniego Kędzierzyna, który miał połączenia kolejowe z Gliwicami, Opolem, Nysą i Raciborzem. Kędzierzyn bardzo szybko rozwinął się z wioski w kolejową osadę. W latach 1880–1890 wybudowano most nadziemny nad torami.
W latach 1891–1908 wybudowano port rzeczny w Koźlu-Port. Był to największy port rzeczny na Odrze i w latach 30. XX wieku drugi co do wielkości w Europie. Przeładowywano w nim węgiel i rudę przywożoną Kanałem Kłodnickim z Górnego Śląska. Statki odpływały Odrą do portów w środkowych i północnych Niemczech.
Przy porcie powstała fabryka papieru i celulozy.

### Wzrost znaczenia Kędzierzyna
W 1902 rozrastający się Kędzierzyn wchłonął wioskę Pogorzelec. W 1910 w Kędzierzynie żyło 3552 mieszkańców, w Kłodnicy 3709 mieszkańców, w Sławięcicach 1252 mieszkańców, a w Koźlu 7832 mieszkańców.
W 1915 w Kędzierzynie wybudowano nowy dworzec kolejowy.

### I wojna światowa
I wojna światowa nie dotknęła bezpośrednio miasta, jednak wielu z tutejszych mieszkańców walczyło w szeregach armii niemieckiej.
Rewolucja listopadowa 1918 w Cesarstwie Niemieckim i utworzenie Republiki Weimarskiej znalazły przychylny oddźwięk na Śląsku. W Koźlu doszło do rozruchów i uwolniono niektórych więźniów z tutejszego więzienia. Utworzono Radę Żołnierską (niem. Soldatenrat) i Radę Robotniczą (niem. Arbeiterat), a następnie patrole republikańskiej straży żołnierskiej rozpoczęły patrolowanie powiatu dla zapewnienia porządku. Kozielska Rada Żołnierzy należała do najbardziej lewicowej na Śląsku, dlatego dowództwo niemieckiej armii rozwiązało tę Radę w czerwcu 1919.

### Echa powstania wielkopolskiego (1918)
Wybuch powstania wielkopolskiego 1918 pobudził do działania Polaków żyjących na Górnym Śląsku. 12 stycznia 1919 powstała w Bytomiu Polska Organizacja Wojskowa Górnego Śląska. Bardzo szybko rozpoczęto tworzenie sieci organizacji terenowych.
W lutym 1919 utworzono komórki POW GŚl. w powiecie kozielskim. Komendantem powiatowym został Alfons Zgrzebniok (pseudonim Rakoczy), a od kwietnia 1919 Karol Grzesik (pseudonim Hauke). Komendantem komórki w Koźlu został Robert Lerch. Stan kozielskiej POW GŚl. w kwietniu 1919 wynosił 600 członków uzbrojonych w 200 karabinów, 48 rewolwerów i 20 granatów ręcznych.
Symboliczną linię podziału narodowościowego w powiecie kozielskim wyznaczała rzeka Odra. Nastroje propolskie panowały na prawym wschodnim brzegu rzeki, a nastroje proniemieckie na lewym zachodnim brzegu. Teren ten był w znacznym stopniu zgermanizowany. Poza uaktywnieniem się grupy narodowej polskiej i niemieckiej z żądaniami utworzenia samodzielnego państwa wystąpili Górnoślązacy. Pomysł utworzenia śląskiej autonomii w ramach państwa pruskiego przedstawiono 8 grudnia 1918 w Kędzierzynie.
Wzrost społecznych napięć doprowadził do wprowadzenia 6 marca 1919 stanu oblężenia w powiecie kozielskim.
Polska Organizacja Wojskowa Górnego Śląska, na skutek niemieckiego terroru i represji, oraz masakry w Mysłowicach postanowiła zbrojnie rozstrzygnąć spory na swoją korzyść. W tym celu wyznaczono termin wybuchu powstania na noc z 22 na 23 czerwca 1919. Później decyzję zmieniono, jednak nowe rozkazy nie zdołały dotrzeć do wszystkich terenowych komórek na czas. W rejonie Koźla doszło wówczas do starcia z niemiecką policją Grenzschutz Ost (zginęło 3 powstańców).
Pomimo późniejszych niemieckich represji stan kozielskiej POW GŚl. w sierpniu 1919 wynosił 800 członków uzbrojonych w 282 karabiny, 124 rewolwery, 8 karabinów maszynowych i 20 granatów ręcznych.

### I powstanie śląskie
I powstanie śląskie trwało od 16 sierpnia do 26 sierpnia 1919. Walki nie objęły swoim zasięgiem powiatu kozielskiego.

### Przygotowania do Plebiscytu
9 listopada 1919 władze niemieckie przeprowadziły na Górnym Śląsku wybory komunalne. W powiecie kozielskim strona polska zdobyła: w Koźlu 1 z 24 mandatów, w Kędzierzynie 2 z 12 mandatów, w Sławięcicach 11 z 21 mandatów, w Kłodnicy 3 z 12 mandatów, w Blachowni 7 z 12 mandatów.
Wybory komunalne były wstępem do plebiscytu, który nakazano przeprowadzić w 1919 w wersalskim traktacie pokojowym, kończącym I wojnę światową. Plebiscyt był nadzorowany przez Międzysojuszniczą Komisję Rządzącą i Plebiscytową na Górnym Śląsku z siedzibą w Opolu.

Polski plakat propagandowy z okresu plebiscytu

Przygotowania zabezpieczały po stronie polskiej Polska Organizacja Wojskowa, a po stronie niemieckiej Organizacja Bojowa Górnego Śląska (niem. Kampforganisation Oberschlesien). Dodatkową siłą były jednostki niemieckiej policja bezpieczeństwa – Sicherheitspolizei, w skrócie Sipo. Policja ta przejęła niektóre zadania wojskowe, m.in. strzegła granicy z Polską. Pod naciskiem Międzysojuszniczej Komisji Rządzącej i Plebiscytowej na Górnym Śląsku Śląsk opuściły oddziały Grenzschutzu, a Sicherheitspolizei stała się jedyną zorganizowaną siłą wojskową strony niemieckiej na obszarze plebiscytowym. Zgodnie z tajnymi dyrektywami płynącymi z Berlina jej funkcjonariusze dopuszczali się aktów przemocy wobec działaczy polskich, utrudniali ich legalne działanie, stosowali terror i zastraszanie.
20 lutego 1920 Polacy utworzyli w Bytomiu Polski Komisariat Plebiscytowy, który następnie utworzył swoje oddziały w miastach powiatowych Śląska. Komisarzem Polskiego Komisariatu Plebiscytowego w Koźlu został Teofil Golus.
W maju 1920 niemiecka bojówka zdemolowała lokal powiatowego Polskiego Komisariatu Plebiscytowego w Koźlu, wskutek czego jego siedzibę przeniesiono do Ciska.

### II powstanie śląskie
II powstanie śląskie trwało od 19/20 sierpnia do 25 sierpnia 1920. Walki nie objęły swoim zasięgiem powiatu kozielskiego.

### Wzrost napięcia przed Plebiscytem

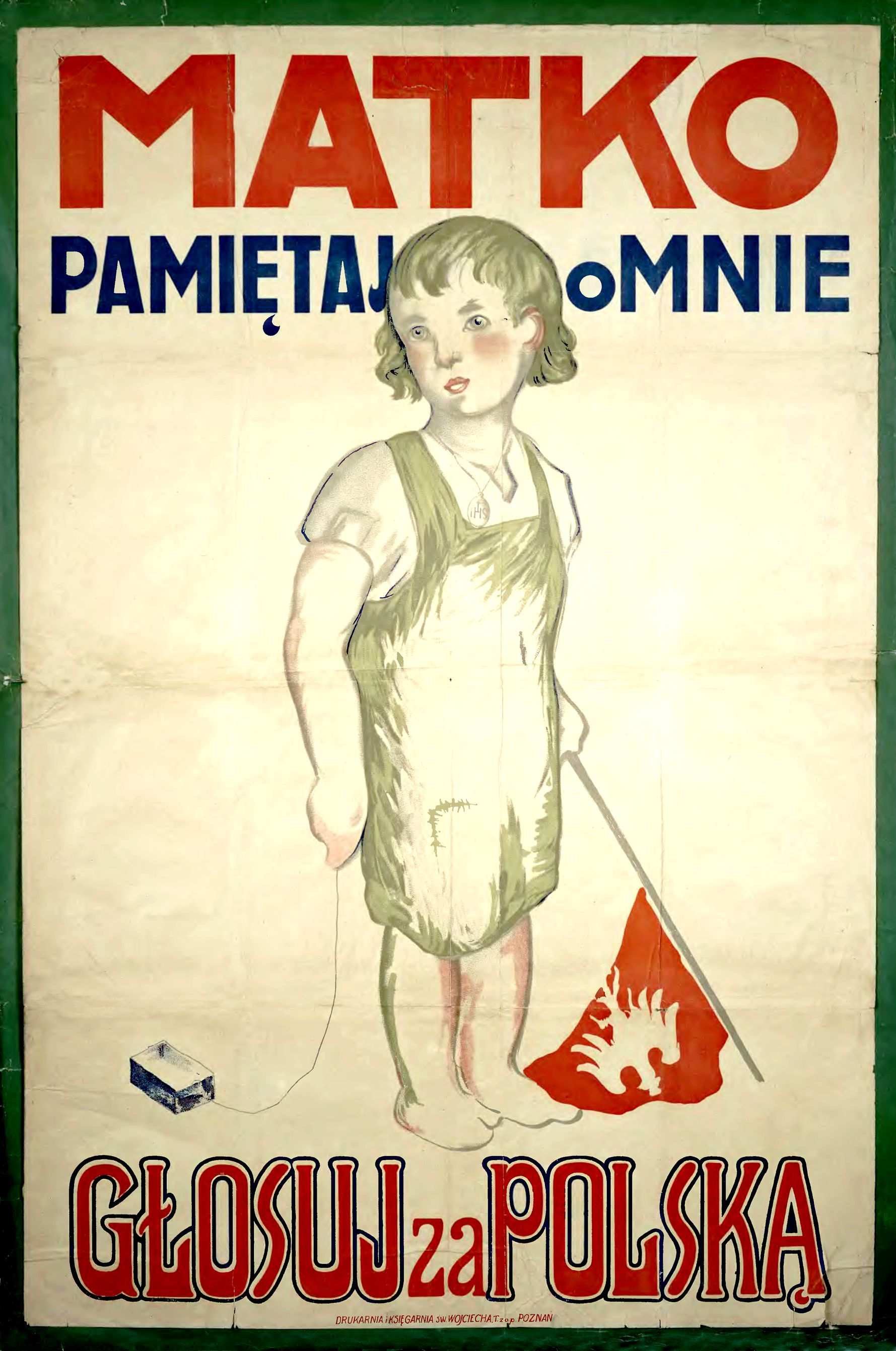
Polski plakat propagandowy z okresu plebiscytu

6 września 1920 na miejsce POW GŚl. utworzono Centralę Wychowania Fizycznego, którą następnie 11 grudnia 1920 przemianowano na Dowództwo Obrony Plebiscytu.
- W powiecie kozielskim w grudniu 1920 polskie siły liczyły 555 ludzi uzbrojonych w 214 karabinów, 19 rewolwerów, 1100 granatów ręcznych, 2 moździerze i 24 kg materiałów wybuchowych.

- Siły niemieckie liczyły 1500 dobrze uzbrojonych ludzi dysponujących 17 samochodami osobowymi, 10 samochodami ciężarowymi i 2 motocyklami.

W lutym 1921 niemieccy bojówkarze odbili z kozielskiego więzienia aresztowanych przez aliantów 17 Niemców, których zatrzymano za naruszanie porządku publicznego.
W ostatnim tygodniu przed plebiscytem na Śląsk zaczęli masowo napływać niemieccy emigranci, którzy wcześniej wyemigrowali w inne rejony Niemiec za pracą. Wniosek o możliwość głosowania przez emigrantów z Górnego Śląska złożyła strona polska.

### Plebiscyt
Plebiscyt na Górnym Śląsku odbył się 20 marca 1921. W powiecie kozielskim nie doszło do żadnych incydentów.
| Wyniki plebiscytu w powiecie kozielskim |               |                 |           |
| Powiat                                  | Za Polską w % | Za Niemcami w % | Emigranci |
| Koźle                                   | 25,1          | 74,9            | 18,4      |

### III powstanie śląskie

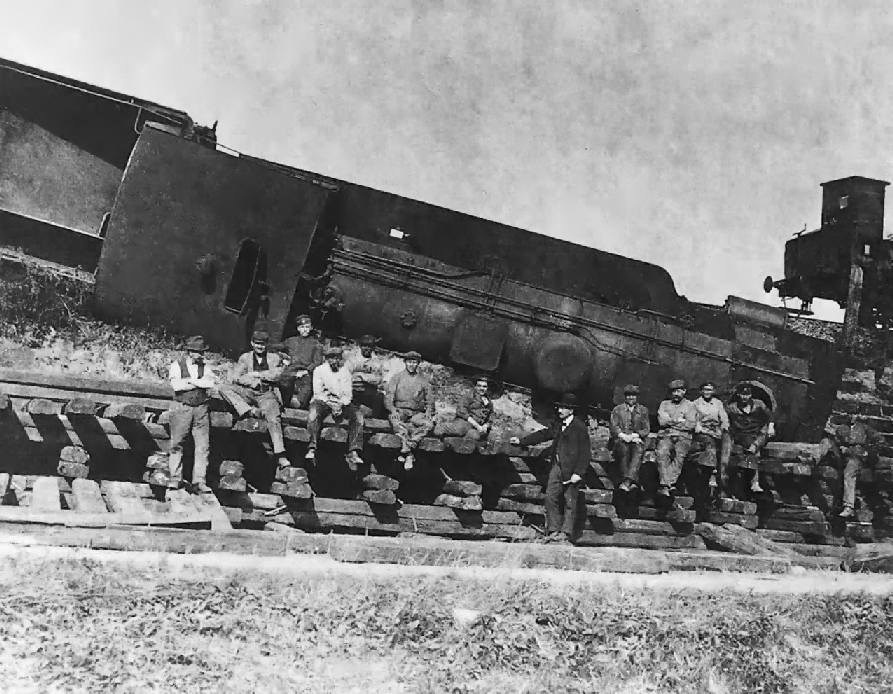
Pociąg wykolejony przez powstańców pod Kędzierzynem

III powstanie śląskie trwało od 2/3 maja do 5 lipca 1921.
- Dowódcą polskiej organizacji bojowej w powiecie kozielskim był kapitan Leonard Krukowski (pseudonim Kruger). Dowodził on siłami 870 ludzi uzbrojonych w 294 karabiny, 135 rewolwery, 14 granatników i 1352 granatów ręcznych.
- Siły niemieckie liczyły około 3500 dobrze uzbrojonych ludzi dowodzonych przez kpt. Maya i kpt. hrabiego von Matuschkę.

3 maja 1921 polscy powstańcy zajęli na kilka godzin miasto i dworzec kolejowy w Kędzierzynie, nie zdołali jednak utrzymać swoich pozycji.
Bitwa o Kędzierzyn

6 maja 1921 Naczelna Komenda Wojsk Powstańczych rozkazała dwóm pułkom rozpocząć natarcie z zadaniem zajęcia Kędzierzyna. Z Sośnicowic wyruszył 2 pułk piechoty wojsk powstańczych im. T. Kościuszki dowodzony przez kpt. Pawła Cymsa. Rozpoczął on ciężkie walki usiłując przedrzeć się do Kędzierzyna od strony Bierawy, Starego Koźla i Pogorzelca. Równocześnie z Łabęd wyruszył 1 katowicki pułk piechoty im. J.Piłsudskiego dowodzony przez ppor. W. Fojkisa.
7 maja 1921 siły powstańcze atakujące od wschodu zajęły Sławięcice i Blachownię. Lokalne oddziały powstańcze natarły na północny zachód, zdobywając Raszową i Januszkowice. Na południu trwały ciężkie walki w rejonie Starego Koźla.
8 maja 1921 oddziały powstańcze zdobyły Leśnicę i usiłowały kontynuować natarcie w kierunku Zdzieszowic.
9 maja 1921 nacierające od wschodu siły ppor. W. Fojkisa zdobyły wieczorem Kędzierzyn. Do szczególnie ciężkich walk doszło w Lenartowicach i Brzeźcach.
10 maja 1921 siły powstańcze zdobyły Kłodnicę i Koźle-Port wypierając Niemców na drugi brzeg Odry do Koźla.
Powstańcy stracili ogółem 39 zabitych i 145 rannych. Niemcy stracili około 150 zabitych i rannych. Powstańcy zdobyli duże zapasy żywności, tabor kolejowy, 700 karabinów, 20 karabinów maszynowych, kilka granatników i granaty.
Nowym wójtem Kędzierzyna został Ryszard Baron, Pogorzelca Jan Panek i Kuźniczek Ludwik Korol.
W dniach 21-26 maja 1921 doszło do największej bitwy powstania, bitwy o Górę Św. Anny.
4 czerwca 1921 niemieckie oddziały przeszły do kontrofensywy, zdobywając Koźle-Port, Kłodnicę i Kędzierzyn. Aby opóźnić niemieckie natarcie w kierunku na Gliwice, powstańcy wysadzili w powietrze mosty w Sławięcicach na rzece Kłodnica. Ogółem wysadzono dziewięć mostów.

## Republika Weimarska
W lipcu 1922 powiat kozielski został na powrót oficjalnie przekazany administracji niemieckiej.
| Liczba ludności w miejscowości                      | 1910 | 1925 |
| --------------------------------------------------- | ---- | ---- |
| Koźle (niem. Cosel)                                 | 7802 | 8048 |
| Kędzierzyn/Pogorzelec (niem. Kandrzin/Pogorzelletz) | 4024 | 5471 |
| Kłodnica (niem. Klodnitz)                           | 3736 | 4123 |
| Sławięcice (niem. Slawentitz)                       | 2405 | 2338 |
| Koźle-Rogi (niem. Cosel-Rogau)                      | 1042 | 1140 |
| Cisowa (niem. Czissowa)                             | 998  | 1207 |
| Blachownia (niem. Blechhammer)                      | 901  | 961  |
| Lenartowice (niem. Lenartowitz)                     | 615  | 753  |
| Miejsce (niem. Mesce)                               | 372  | 340  |

Wielki kryzys gospodarczy 1929-1933 zahamował rozwój gospodarczy tutejszego przemysłu.

## III Rzesza
W latach 1933–1937 narodowi socjaliści przeprowadzili na Śląsku Opolskim kampanię zmian nazw geograficznych o słowiańskim brzmieniu na „bardziej niemieckie”. Działania takie przeprowadzono również w powiecie kozielskim.
W ramach rozpoczętej przez narodowych socjalistów walki z bezrobociem podjęto budowę Kanału Gliwickiego (lata 1934-1938), który połączył Gliwice z Koźlem-Port. Oddanie Kanału do eksploatacji nastąpiło 8 grudnia 1939 w obecności ministra Rudolfa Hessa.
W latach 1934–1936 wybudowano linię kolejową Kędzierzyn-Strzelce Opolskie.
Rozwój gospodarczy sprzyjał wzrostowi liczebności mieszkańców:
| Liczba ludności w miejscowości | 1929 | 1935 | 1939  |
| ------------------------------ | ---- | ---- | ----- |
| Koźle (niem. Cosel)            | 8169 | 9496 | 13321 |
| Kędzierzyn (niem. Kandrzin)    | 5003 | 6372 | 6308  |
| Kłodnica (niem. Klodnitz)      | 4173 | 4670 | 4943  |

### Noc kryształowa
Noc kryształowa (niem. Kristallnacht, Reichskristallnacht lub Reichspogromnacht) była to noc z 9 na 10 listopada 1938, podczas której narodowi socjaliści dokonali pogromu Żydów żyjących w III Rzeszy.
Spłonęła wówczas synagoga w Koźlu (obecna ul. 24 Kwietnia – wówczas Reinschdorferstrasse).

### II wojna światowa
Przygotowując się do kampanii wrześniowej 1939 przeciwko Polsce, wojska niemieckie skoncentrowały w rejonie Koźla 27 Dywizję Piechoty, która miała w drugim rzucie nacierać na Tarnowskie Góry, Zawiercie i Jędrzejów.
W Sławięcicach znajdowało się dowództwo dywersyjnej grupy operacyjnej SS, która przeprowadziła w nocy z 31 sierpnia na 1 września 1939 rzekomo „polski atak” na przygraniczny niemiecki urząd celny.
Wybuch II wojny światowej oznaczał likwidację wszystkich organizacji polskich (Związek Polaków w Niemczech i inne mniejsze) w powiecie kozielskim.

### Budowa przemysłu chemicznego
W 1939 rozpoczęto w Blachowni budowę zakładu chemicznego – zakład hydrogenizacji koncernu Oberschlesische Hydriewerke A.G.). W 1940 rozpoczęto w pobliżu Kędzierzyna budowę zakładu chemicznego (produkcja izooktanu) koncernu Interessen-Gemeinschaft Farbenindustrie AG – w skrócie IG Farben. Tutejsze zakłady miały produkować benzynę syntetyczną na drodze uwodornienia węgla. Produkcję uruchomiono pod koniec 1943 r.
Na potrzeby budowy zakładów i utrzymania produkcji rozpoczęto w 1940 tworzenie rozległej sieci różnego rodzaju obozów, położonych w pasie od Blachowni przez Kędzierzyn i Azoty do Bierawy. Skoncentrowano tutaj około 35 000 ludzi uwięzionych w różnych obozach.
- obozy jenieckich batalionów budowlano-roboczych (Bau- und Arbeitsbataillonen) w Blachowni i Kędzierzynie (prawie 2500 jeńców brytyjskich i francuskich);
- obóz pracy przymusowej w Blachowni (około 18000 robotników z Generalnego Gubernatorstwa, ZSRR, Protektoratu Czech i Moraw, Francji i Włoch);
- obóz pracy przymusowej w Azotach (około 10000 robotników z Generalnego Gubernatorstwa, ZSRR, Protektoratu Czech i Moraw, Francji i Włoch);
- obóz pracy przymusowej w Korzonku (około 900 robotników z Generalnego Gubernatorstwa i ZSRR);
- filia obozu koncentracyjnego Auschwitz-Birkenau w Sławięcicach (około 4000 więźniów).

### Amerykańskie bombardowania
Alianckie lotnictwo (startowało z Włoch) przeprowadziło pierwsze loty rozpoznawcze w rejonie Kędzierzyna w marcu 1944. Zmasowane naloty bombowe rozpoczęły się w lipcu 1944.
| Data nalotu          | samoloty | tonaż bomb  | liczba ofiar | straty Amerykanów w samolotach |
| -------------------- | -------- | ----------- | ------------ | ------------------------------ |
| 7 lipca 1944         | 345      | 909         | 21           | 17                             |
| 7 sierpnia 1944      | 353      | 819         | 77           | 15                             |
| 22 sierpnia 1944     | 126      | 287         | 31           | 18                             |
| 27 sierpnia 1944     | 488      | brak danych | 26           | 10                             |
| 13 września 1944     | 114      | 288         | 2            | 10                             |
| 13 października 1944 | 271      | 670         | 6            | 10                             |
| 14 października 1944 | 98       | 243         | -            | 7                              |
| 17 października 1944 | 117      | 290         | 5            | 4                              |
| 17 listopada 1944    | 115      | 199         | 8            | 6                              |
| 20 listopada 1944    | 171      | 314         | 1            | 16                             |
| 2 grudnia 1944       | 278      | 568         | 33           | 11                             |
| 12 grudnia 1944      | 51       | 98          | 2            | 2                              |
| 17 grudnia 1944      | 246      | 527         | 19           | 6                              |
| 19 grudnia 1944      | 156      | 339         | -            | 4                              |
| 26 grudnia 1944      | 121      | 274         | -            | 4                              |

W wyniku masowych bombardowań tutejsze zakłady chemiczne zostały zniszczone. W dniach 21/22 stycznia 1945 przeprowadzono ewakuację zakładów i obozów przymusowej pracy.

## W Polsce Ludowej

### Okupacja radziecka
W dniach 23/24 stycznia 1945 Armia Czerwona zajęła Sławięcice. Po dalszych walkach 31 stycznia 1945 zajęła Kędzierzyn (dokonały tego oddziały 21 Armii 1 Samodzielnego Korpusu Kawalerii Gwardii 1 Frontu Ukraińskiego, którym w parku miejskim wzniesiono Pomnik Wdzięczności) i Kłodnicę. W wyniku „operacji opolskiej” 18 marca 1945 Koźle zostało zajęte przez oddziały 13 i 314 Dywizji Piechoty 43 Korpusu Piechoty 59 Armii 1 Frontu Ukraińskiego (na pamiątkę tego wydarzenia przy ul. Piastowskiej wzniesiono Pomnik Wdzięczności Armii Czerwonej). W walkach poległo 142 żołnierzy radzieckich.
18 marca 1945 w Katowicach odbyła się uroczystość podpisania aktu przyłączenia Śląska Opolskiego do Polski.
21 marca 1945 rozpoczęło się przejmowanie od Armii Czerwonej obiektów gospodarczych w powiecie kozielskim. Rosjanie przed wycofaniem się przeprowadzili całkowity demontaż urządzeń i aparatury zakładów chemicznych (zniszczenia osiągnęły poziom 100%) i innych lokalnych zakładów przemysłowych. Pozostałe urządzenia wywieźli Polacy do odbudowywanych zakładów chemicznych w Oświęcimiu, Chorzowie i Tarnowie.
6 kwietnia 1945 Ministerstwo Bezpieczeństwa Publicznego utworzyło Centralne Obozy Pracy. Obozy pracy nr 112, 118 i 169 powstały w Kędzierzynie.

### Napływ osadników
Napływowi nowych osadników (m.in. z Kresów Wschodnich) towarzyszyły przymusowe wysiedlenia ludności niemieckiej. Pierwsi polscy osadnicy przybyli do Koźla pod koniec kwietnia 1945. W początkach lipca rozpoczęło się wysiedlanie do Niemiec mieszkańców narodowości niemieckiej. Pierwszą grupę poprowadzono pieszo do Prudnika, skąd w wagonach towarowych zostali przewiezieni do Zgorzelca.
Po II wojnie światowej do Kędzierzyna repatriowano około 600 Polaków z Lupeni.
Na początku 1946 w Koźlu mieszkało 8277 osób, w Kędzierzynie 4866 osób, w Kłodnicy 3098 osób, w Sławięcicach 1228 osób, w Cisowej 729 osób, w Lenartowicach 546 osób, w Blachowni 505 osób, w Miejscu Kłodnickim 326 osób.

### Rozbudowa przemysłu
Latem 1946 przejęto od Armii Czerwonej rzekę Odrę i uruchomiono transport wodny Kanałem Gliwickim węgla z Czarnego Śląska.
W 1948 podjęto decyzję o budowie fabryki nawozów sztucznych w Kędzierzynie. Pierwszą produkcję chemikaliów uruchomiono w październiku 1949.
Sześcioletni plan rozwoju 1950–1955 przewidywał dalszą rozbudowę Zakładów Przemysłu Azotowego „Kędzierzyn”. W Blachowni rozpoczęto budowę wytwórni benzolu i smoły koksowniczej Zakładów Koksochemicznych „Blachownia” (produkcję uruchomiono w 1952). W 1953 zdecydowano o budowie elektrociepłowni Elektrownia Blachownia (uruchomiona w 1957).
Kędzierzyn przestał być „miastem kolejarzy” na rzecz „miasta chemików”.
W 1961 otworzono Kozielską Fabrykę Maszyn „Kofamę”.
W czerwcu 1970 otworzono Kanał Kędzierzyński.

### Zmiany administracyjne
2 marca 1951 Kędzierzyn otrzymał prawa miejskie.
| Ludność miejscowości według spisu powszechnego | 1950  | 1960   | 1970   |
| ---------------------------------------------- | ----- | ------ | ------ |
| Kędzierzyn                                     | 9.824 | 20.446 | 32.400 |
| Koźle                                          | 7.145 | 11.281 | 13.200 |
| Kłodnica                                       | 3.340 | 3.677  | 4.500  |
| Sławięcice                                     | 2.648 | 2.824  | 3.600  |
| Blachownia                                     | 854   | 2.046  | 3.963  |
| Cisowa                                         | 947   | 1.307  | 1.536  |
| Lenartowice                                    | 546   | 650    | 486    |
| Miejsce Kłodnickie                             | 414   | 355    | 378    |

25 września 1954 reforma podziału administracyjnego powołała na terenie powiatu kozielskiego 30 gromad, w tym:
- Gromada Blachownia Śląskia (Blachownia i Lenartowice);
- Gromada Cisowa (Cisowa i Miejsce Kłodnickie);
- Gromada Kłodnica (Kłodnica);
- Gromada Sławięcice (Sławięcice).

1 stycznia 1958 do Koźla włączono obszar zniesionej gromady Zmudzona (miejscowości Zmudzona i Rybarze) w tymże powiecie.
W listopadzie 1959 Kłodnica i Sławięcice otrzymały status osiedli.
W 1961, po zniesieniu gromady Cisowa, Cisową i Miejsce Kłodnickie włączono do gromady Blachownia Śląska.
28 maja 1975 wprowadzono dwustopniowy podział administracyjny kraju, w wyniku czego w powiecie kozielskim powstały cztery miasta (Kędzierzyn, Koźle, Kłodnica i Sławięcice) oraz osiem gmin.

### Kędzierzyn-Koźle
15 października 1975 nastąpiło połączenie miast Koźla, Kędzierzyna, Kłodnicy i Sławięcice oraz obszaru gminy Sławęcice (wsie: Lenartowice, Miejsce Kłodnickie i Cisowa) – początek dzisiejszego miasta Kędzierzyn-Koźle.
Zmiany zaludnienia Kędzierzyna-Koźla w latach 1975-2000:
| Lata | Liczba ludności | Dynamika zmiany liczby ludności 1975=100% | Przyrost naturalny ludności na 1000 mieszkańców |
| ---- | --------------- | ----------------------------------------- | ----------------------------------------------- |
| 1975 | 69285           | 100,0                                     | 11,9                                            |
| 1980 | 69669           | 100,6                                     | 10,1                                            |
| 1985 | 72145           | 104,1                                     | 9,2                                             |
| 1990 | 71705           | 103,5                                     | 5,3                                             |
| 1995 | 70498           | 101,8                                     | 1,8                                             |
| 2000 | 67878           | 98,0                                      | 0,1                                             |